# Rob Liefeld
Robert Liefeld ( /ˈlaɪfəld/, Anaheim, 03 de outubro de 1967) é um artista e escritor de quadrinhos americano. Proeminente nos anos 1990, ele é conhecido por co-criar os personagens Cable e Deadpool para a Marvel Comics. No início da década de 1990, Liefeld ganhou popularidade devido ao seu trabalho em The New Mutants, da Marvel e posteriormente em X-Force. Em 1992, ele e vários outros ilustradores populares da Marvel deixaram a empresa para fundar a Image Comics, que deu início a uma onda de quadrinhos pertencentes a seus criadores, e não a editoras. O primeiro livro publicado pela Image Comics foi Youngblood #1, de Liefeld.
Liefeld foi considerado uma das figuras mais polêmicas da indústria de quadrinhos por suas habilidades de desenho, práticas comerciais e comentários controversos.

## Primeiros anos
Rob Liefeld nasceu em 3 de outubro de 1967, filho mais novo de um ministro batista e uma secretária de meio período. Ele e sua irmã, sete anos mais velha, cresceram em Anaheim, Califórnia .
O amor de Liefeld pelos quadrinhos começou quando criança, o que o levou cedo à decisão de se tornar artista profissional, prática que começou com copiar ilustrações de histórias em quadrinhos. Quando estava no ensino médio, fez cursos básicos de arte e participou de convenções de quadrinhos no Disneyland Hotel, na vizinhança, onde conheceu criadores como George Pérez, John Romita Jr., Jim Shooter, Bob Layton, Mike Zeck e Marv Wolfman. Liefeld cita Pérez, junto com John Byrne e Frank Miller, como principais influências.  Ele também apontou como a influência de Arthur Adams é visível em sua arte.

## Carreira
Em 1985, aos 18 anos, Liefeld completou seu primeiro trabalho publicado: uma minissérie de cinco edições com os super-heróis Hawk and Dove para a DC Comics. Após algumas discussões com seus colaboradores na DC, partiu para a Marvel Comics, onde em 1990 se tornou desenhista regular de New Mutants (a partir do número 86), série que apresenta jovens X-Men. A popularidade de seus desenhos permite que ele gradualmente controle o título. Ele é frequentemente creditado por criar um novo líder de equipe, o ciborgue Cable, que rapidamente se torna um anti-herói muito popular. No entanto, o personagem que estava destinado a se tornar Cable - Nathan Christopher Summers - foi criado em 1986 por Chris Claremont.
Liefeld também criou o assassino Deadpool e um grupo de mutantes imortais chamados The Externals. Ambas as criações foram bem-sucedidas, mas também lhe renderam suas primeiras acusações de plágio quando os fãs notaram semelhanças entre Deadpool e o personagem Deathstroke da DC, e entre os Externals e os imortais de Highlander.[carece de fontes?]
Com a edição 98 de The New Mutants, Liefeld assumiu total responsabilidade criativa pela série, fazendo os esboços e arte-final enquanto o roteiro era escrito com a ajuda de Fabian Nicieza para os diálogos. Ele então criou a X-Force, uma força armada mutante inspirada no filme Platoon. A primeira edição da X-Force em 1991 vendeu quatro milhões de cópias, um recorde mais tarde quebrado por X-Men #1, ilustrado por Jim Lee. Em ambos os casos, diferentes edições da mesma história em quadrinhos aumentaram as vendas. Ao mesmo tempo que as edições de X-Men eram publicadas com capas alternativas, X-Force oferecia novos cartões colecionáveis encartados nos quadrinhos.
As relações entre Liefeld e a Marvel começaram a declinar em 1991, quando ele anunciou seu plano de publicar uma série original intitulada The X-Ternals com a concorrente Malibu Comics. Diante da perda de seu emprego na Marvel e das ameaças de processos judiciais que bloqueiam seu novo projeto, ele desiste e incorpora os Externals em sua série X-Force.
Liefeld então se juntou a 6 outros artistas (Marc Silvestri, Jim Lee, Erik Larsen, Jim Valentino, Todd McFarlane e Whilce Portacio) que deixaram a Marvel para formar a empresa Image Comics em 1992, uma migração às vezes chamada de "X-Odus" (a maioria artistas que trabalharam em títulos dos X-Men). Junto com os super-heróis de Liefeld, o gibi Youngblood foi o primeiro a chegar às livrarias e continha muitos elementos de imagem estereotipados: músculos e tórax exagerados, armas e explosões, bem como muita violência. Os personagens da série foram frequentemente considerados derivados dos Teen Titans, da DC.[carece de fontes?]